# Combat Boat 90
Combat Boat 90 (CB90), deutsch: „Kampfboot 90“, ist die internationale Bezeichnung einer ursprünglich für die schwedische Marine entwickelten Schnellbootklasse. Die Kampfboote dieser Klasse sind unter anderem gekennzeichnet durch eine außerordentlich hohe Beweglichkeit. Die offizielle Bezeichnung bei der schwedischen Marine war Strb 90 H (schwedisch für: Stridsbåt 1990 Halv pluton, deutsch etwa: Kampfboot 1990 für einen Halbzug).

## Hersteller
Hersteller ist die 1905 gegründete schwedische Dockstavarvet-Werft. Sie produzierte seit 1991 bisher etwa 250 bis 300 Stück. Das CB90 ist das Hauptprodukt dieser Werft. Im Jahr 2000 übernahm Dockstavarvet auch Rindö, den Hauptausbesserungsbetrieb für die schwedischen CB90. Weiter werden die Boote als vorgefertigter Bausatz auch in Peru bei SIMA in Callao gefertigt.
2013 wurde von der russischen Pella Shipyard in der Nähe von Sankt Petersburg das russische Kampfboot 03160 „Raptor“ gebaut, das dem CB90 äußerlich ähnelt. Es gibt jedoch keine Hinweise, ob der Hersteller des CB90 – Dockstavarvet – an dem Projekt beteiligt war bzw. eine Lizenz an die Pella Shipyard vergeben hat.

## Technische Daten
Die Boote sind über alles 15,90 Meter lang (auf Höhe der Wasserlinie 14,90 Meter) und 3,80 Meter breit. Sie sind durch Aluminium sehr leicht, kompakt und flach gebaut. Der Tiefgang beträgt lediglich 80 cm, wodurch das Boot sehr küstennah operieren kann. Das Leergewicht beträgt 13 Tonnen, das Standardgewicht 15,3 Tonnen, das Gewicht bei voller Beladung 20,5 Tonnen.
Die Combat Boat 90 sind mit zwei Kamewa-FF-Wasserstrahlantrieben ausgestattet, die von zwei je 480 kW starken Scania-DSI14-V8-Dieselmotoren angetrieben werden. Sie erreichen eine Geschwindigkeit von etwa 40 Knoten. Der in Grenzen lenkbare Wasserstrahlantrieb und ein spezielles Unterwasserleitprofil des Bootskörpers bedingen eine extrem gute Manövrierfähigkeit auch bei hoher Geschwindigkeit. Das Boot kann sehr schnell stoppen, der Bremsweg aus der Maximalgeschwindigkeit auf Null beträgt lediglich etwa zweieinhalb Bootslängen.

## Besatzung und Ausrüstung

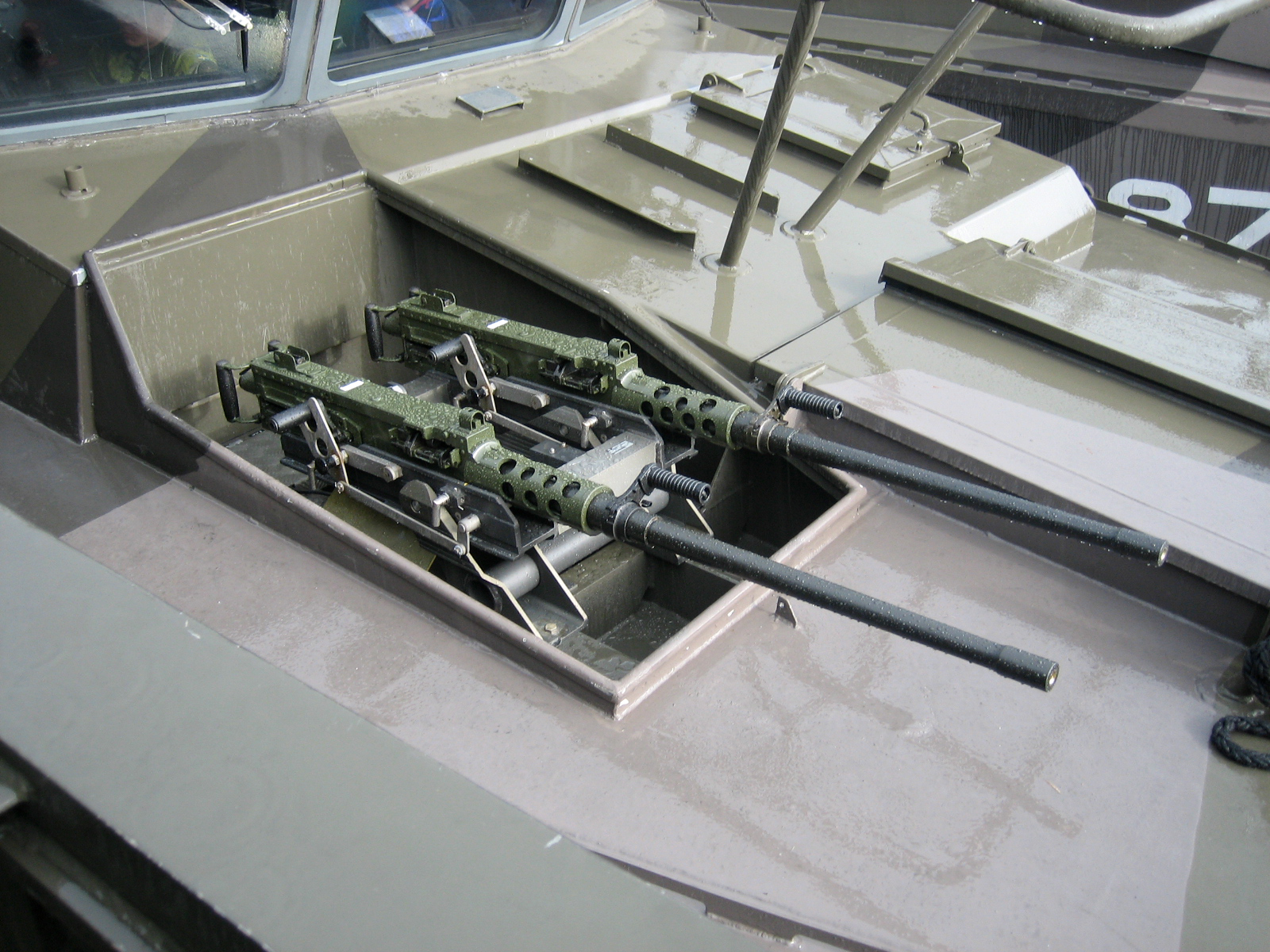
Browning-M2-MGs am Bug

Neben zwei Schiffsführern und einem Maschinisten kann eine bis zu 21 Personen starke Amphibienkampfeinheit mitsamt voller Ausrüstung aufgenommen werden. Der militärische Typ CB90 ist ausgerüstet mit drei schweren Maschinengewehren vom Typ Browning M2HB, einem 40-mm-Maschinengranatwerfer Mk 19, vier Seeminen oder sechs Wasserbomben. Er kann auch als Raketen-Trägerfahrzeug z. B. für die AGM-114 Hellfire eingesetzt werden. Der von der schwedischen Polizei verwendete Typ CB90H trägt keine militärische Bewaffnung.

## Nutzer
Das Boot wurde ursprünglich für die schwedische Marine entwickelt, wo es im amphibischen Korps eingesetzt wird. Es wird auch international in zahlreichen Varianten verwendet: bei der schwedischen Polizei (Typ CB90H), sowie der Marine von Norwegen (dort als S90N), Griechenland, Estland, Mexiko (Typ CB90HMN) und Malaysia. Zudem findet es bei der US Navy als Kommando-Boot Verwendung, wie 2016 bekannt wurde, nachdem die Besatzung von zwei solcher Boote im Iran von Angehörigen der Iranischen Revolutionsgarde in der Nähe der Insel Farsi im Persischen Golf festgesetzt wurden.

### Deutschland

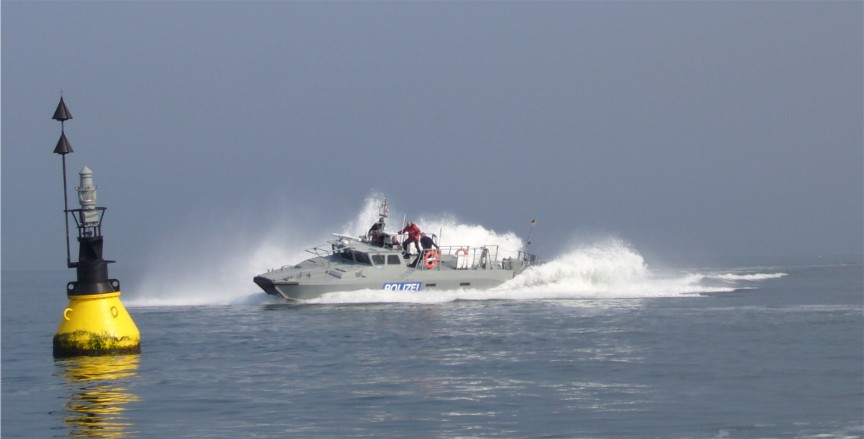
CB90HEX in Deutschland

Das CB90HEX kam in Deutschland erstmals im Rahmen des Bush-Besuches 2006 in Heiligendamm zum Einsatz. Ein weiterer Einsatz erfolgte anlässlich des G8-Gipfels im Jahr 2007. Die Wasserschutzpolizei Mecklenburg-Vorpommern hatte für diesen Anlass ein Boot von der schwedischen Bauwerft ausgeliehen. Es wurde am 7. Juni 2007 gegen Aktivisten von Greenpeace eingesetzt, die mit sieben Schlauchbooten von See her in die Sicherheitszone um den Tagungsort eingedrungen waren. Das Polizeiboot rammte während einer Verfolgungsjagd ein Greenpeace-Schlauchboot, dessen Besatzung dabei über Bord ging, jedoch zum Boot zurückschwimmen konnte.
Seit 2023 prüft die Deutsche Marine eine Beschaffung. Das BAAINBw veröffentlichte dafür einen entsprechenden Teilnahmewettbewerb. Es sollen bis zu 15 Einheiten beschafft werden, die unter anderem für Hafenschutzaufgaben und Patrouillenfahrten eingesetzt werden sollen. Ein möglicher Konkurrent ist das Patrouillenboot Watercat M 18 AMC des finnischen Herstellers Marine Alutech.

### Ukraine
Im Februar 2024 gab die Regierung des Herstellerlandes Schweden bekannt, der Ukraine zehn Einheiten des Bootes in der Ausführung CB90 zu übergeben.